# Mediaset Infinity
Mediaset Infinity (abans Mediaset Play, després Mediaset Play Infinity) és una plataforma de streaming italiana per veure contingut en streaming a través d'Internet, tant en directe com sota demanda. La plataforma està publicada per RTI i propietat de Mediaset.
També està disponible com a aplicació per a Android, iOS i per a televisió intel·ligent amb tecnologia MHP o HbbTV.

## Infinity+

Infinity+

Infinity+ (abans Infinity TV) és una plataforma de streaming italiana publicada per RTI i propietat de Mediaset.
A l'interior hi ha una secció dedicada al lloguer de pel·lícules, dibuixos animats, sèries de televisió i continguts també disponibles en idioma original, amb subtítols i en 4K.
També està disponible com a aplicació per a Android, iOS i per a televisors intel·ligents.